# Tom Youngs
Pas d'image ? Cliquez ici

a Compétitions nationales et continentales officielles uniquement.

b Matchs officiels uniquement.
Dernière mise à jour le 17 juillet 2023.
Thomas Nicholas Youngs dit Tom Youngs, né le 28 janvier 1987 à Norwich, est un joueur anglais de rugby à XV qui évolue au poste de talonneur. Il joue avec les Leicester Tigers de 2006 à 2022 et en équipe d'Angleterre de 2012 à 2015.

## Biographie
Tom Youngs est le frère aîné du demi de mêlée Ben Youngs, avec qui il évolue dans le club des Leicester Tigers et en équipe d'Angleterre. 
Il commence sa carrière en tant que centre et joue son premier match avec les Tigers en décembre 2006, à l'occasion d'un match de coupe anglo-galloise contre Northampton. Plus tard, lors de la saison 2008-2009, il est reconvertit au poste de talonneur par son entraîneur Heyneke Meyer qui voyait en lui un potentiel meilleur talonneur que centre. Youngs accepte ce choix et est alors prêté à Nottingham en deuxième division pour qu'il s'entraîne à ce nouveau poste à un niveau moins élevé que la Premiership et s'y habitue. C'est à cette position qu'il est sélectionné avec l'équipe d'Angleterre en 2012.
En janvier 2021, lors d'un match contre les Sale Sharks, il fait sa 200e apparition pour le club devenant ainsi le 95e joueur de l'histoire des Leicester Tigers à franchir ce cap. Durant la suite de la saison 2020-2021, il est titulaire en première ligne accompagné par Ellis Genge et Dan Cole pour la finale du Challenge européen opposant les Tigers à Montpellier. Les Français l'emportent sur le score de 17-18,.
À l'issue de la saison 2021-2022, durant laquelle il ne joue aucun match afin de s'occuper de sa femme malade d'un cancer, il prend sa retraite sportive,. 

## Statistiques en équipe nationale
- 28 sélections
- Sélections par année : 4 en 2012, 8 en 2013, 5 en 2014, 11 en 2015
- Tournois des Six Nations disputés : 2013, 2014, 2015

Tom Youngs dispute une édition de la Coupe du monde, en 2015, où il obtient quatre sélections, contre les Fidji, le pays de Galles, l'Australie et l'Uruguay.

## Palmarès
- Leicester Tigers
  - Vainqueur du Championnat d'Angleterre en 2007, 2009, 2010 et 2013
  - Finaliste du Championnat d'Angleterre en 2008 et 2012
  - Vainqueur de la coupe anglo-galloise en 2007
  - Finaliste de la coupe anglo-galloise en 2008
  - Finaliste du Challenge européen en 2021